# Can Padró (Polinyà)
Can Padró és una masia del municipi de Polinyà (Vallès Occidental) inclosa en l'Inventari del Patrimoni Arquitectònic de Catalunya.

## Descripció
És una masia basilical sobre planta rectangular amb mostres d'una recent restauració i remodelació. El repartiment de les obertures, la distribució a la façana i a les laterals, no s'ajusta a la típica fisonomia que estableix aquest grup d'arquitectura popular.
La façana presenta una divisió en tres crugies en sentit vertical i seguint el repartiment de volums que reflecteixen els elements de cobertura. A la planta baixa, obertura central de portal d'arc rodó de mig punt que segurament temps enrere seria adovellat. A cada costat sengles finestres rectangulars de recent factura. A la primera planta, si han practicat tres obertures centrals d'arcades de mig punt i a cada costat una finestra rectangular que es corresponen al repartiment de l'espai de les habitacions interiors; aquesta planta també sembla haver estat afectada per les adaptacions. En el segon pis que correspondria a les golfes de l'antiga masia, s'hi obre una sola i àmplia finestra d'arc rebaixat on s'empra per necessitats domèstiques i d'habitatge.
Al llarg d'altres temps s'hi disposaven obertures de dues, tres o més arcades i sense tancar, doncs normalment era un lloc que servia d'assecador. Les teulades segueixen la direccionalitat de les masies de tipologia basilical: a dues vessants amb el volum central en sortint que es prolonga cap a la façana posterior per acabar en un element de torratxa-mirador amb teulada a quatre vessants. Tot el conjunt s'ha anat adaptant des de la seva funció primigènia de masia amb activitats agrícoles i ramaderes a habitatge.